# Carpodacus severtzovi
Carpodacus severtzovi là một loài chim trong họ Fringillidae.